# Ludwik Ochocki
Ludwik Ochocki (ur. 23 lutego 1930 w Nowym Mieście Lubawskim, zm. 8 lipca 1988 w Warszawie) – polski ekonomista, wiceminister administracji, gospodarki terenowej i ochrony środowiska (1972–1981), wiceprzewodniczący Komisji Planowania przy Radzie Ministrów (1981–1988). 

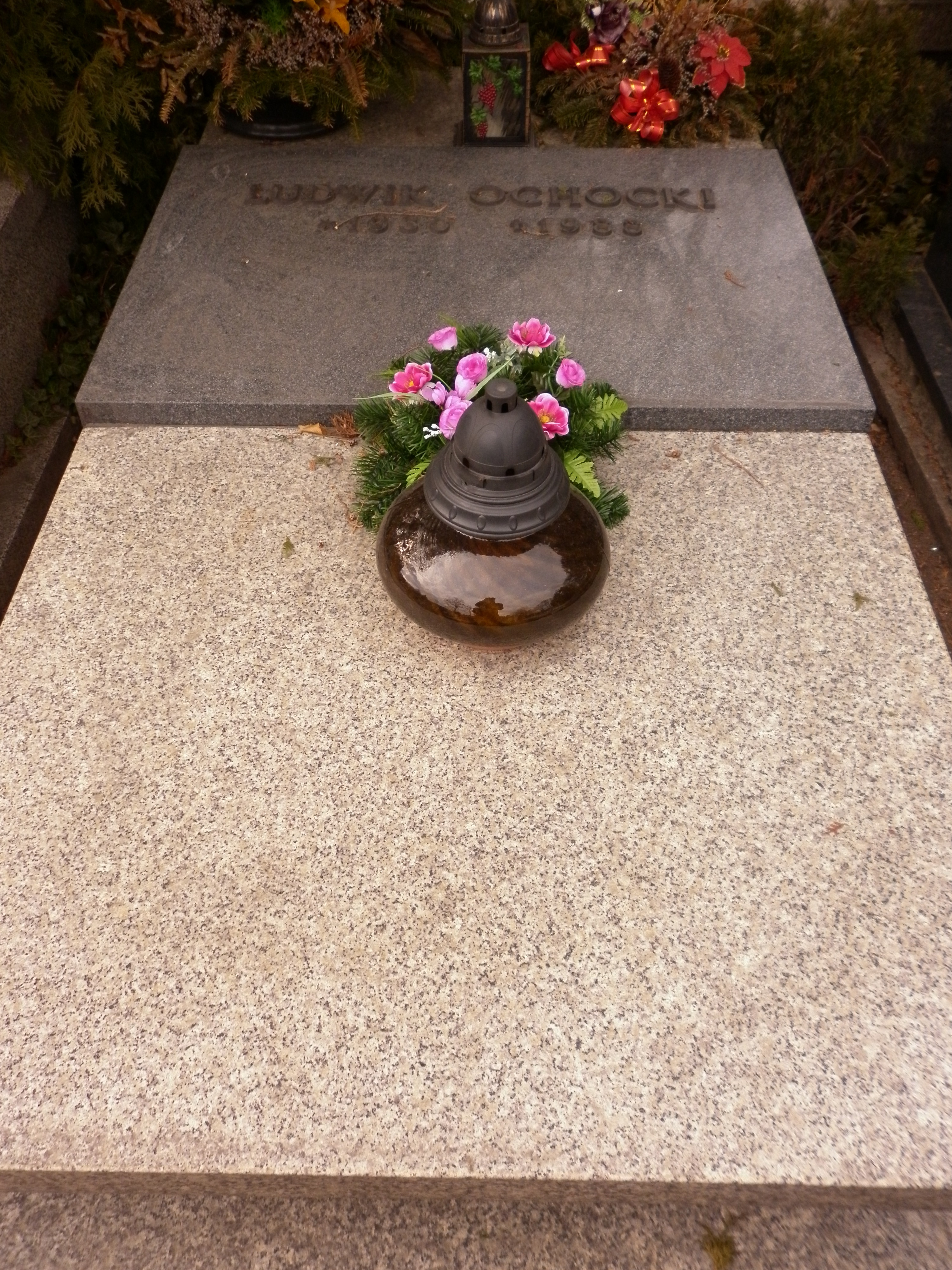
Nagrobek Ludwika Ochockiego

## Życiorys
Studiował na Wydziale Transportu Wyższej Szkoły Ekonomicznej w Szczecinie. Uzyskał stopień doktora nauk ekonomicznych. W latach 60. pracował w Wojewódzkich Komisjach Planowania Gospodarczego: początkowo w Olsztynie, później w Białymstoku. 
W 1969 podjął pracę w administracji rządowej. W latach 70. pełnił obowiązki podsekretarza stanu w ministerstwie gospodarki terenowej i ochrony środowiska (1972–1975), następnie ministerstwie administracji, gospodarki terenowej i ochrony środowiska (1975–1981). W 1980 został mianowany głównym inspektorem ochrony środowiska w PRL. W latach 1981–1988 sprawował funkcję zastępcy przewodniczącego Komisji Planowania przy Radzie Ministrów. 
Był wieloletnim działaczem Stronnictwa Demokratycznego, m.in. członkiem CK (od 1965) i jego Prezydium (1971–1978, 1981–1985). W latach 1983–1988 przewodniczący Komisji Rewizyjnej Rady Obywatelskiej Budowy Pomnika Szpitala Centrum Zdrowia Matki Polki.
Pochowany został na Cmentarzu Wojskowym na Powązkach w Warszawie (kwatera C39-8-2).
Odznaczony m.in. Krzyżem Komandorskim Orderu Odrodzenia Polski, Orderem Sztandaru Pracy II klasy oraz Odznaką "Za Zasługi dla ZBoWiD" (1987).

## Wybrane publikacje naukowe
- Ochrona środowiska: problemy, refleksje i dokumenty, Wydawnictwo "Epoka", Warszawa 1985.